# Любч-Мали
Любч-Мали (пол. Lubcz Mały, нім. Klein Lubs) — село в Польщі, у гміні Кшиж-Велькопольський Чарнковсько-Тшцянецького повіту Великопольського воєводства.
Населення — 185 осіб (2011).
У 1975-1998 роках село належало до Пільського воєводства.

## Демографія
Демографічна структура станом на 31 березня 2011 року:
|          | Загалом | Допрацездатний вік | Працездатний вік | Постпрацездатний вік |
| -------- | ------- | ------------------ | ---------------- | -------------------- |
| Чоловіки | 94      | 20                 | 67               | 7                    |
| Жінки    | 91      | 20                 | 53               | 18                   |
| Разом    | 185     | 40                 | 120              | 25                   |